# Lisičina
Lisičina  (lat. Echium) biljni je rod sa šezdesetak vrsta jednogodišnjeg i dvogodišnjeg raslinja iz Euroazije i sjeverne Afrike. Rod pripada boražinovkama (otrolistima), a u Hrvatskoj raste tek nekoliko vrsta, to su visoka ili talijanska lisičina (E. italicum), obična (E. vulgare),  trputasta (E. plantagineum), sitnocvjetna (E. parviflorum) i crvena lisičina (E. maculatum)
Ime roda dolazi od grčke riječi echis (otrovna zmija). Jestivi su proljetni mladi listovi i stabljike kod obične lisičine, dok je starija biljka otrovna zbog nekih alkaloida

## Vrste
1. Echium acanthocarpum Svent.
2. Echium aculeatum Poir.
3. Echium albicans Lag. & Rodr.
4. Echium amoenum Fisch. & C.A.Mey.
5. Echium anchusoides Bacch., Brullo & Selvi
6. Echium angustifolium Mill.
7. Echium arenarium Guss.
8. Echium asperrimum Lam.
9. Echium auberianum Webb & Berthel.
10. Echium bethencourtii A.Santos
11. Echium boissieri Steud.
12. Echium bonnetii Coincy
13. Echium brevirame Sprague & Hutch.
14. Echium callithyrsum Webb ex Bolle
15. Echium candicans L.f.
16. Echium canum Emb. & Maire
17. Echium clandestinum Pomel
18. Echium creticum L.
19. Echium decaisnei Webb & Berthel.
20. Echium flavum Desf.
21. Echium gaditanum Boiss.
22. Echium giganteum L.f.
23. Echium glomeratum Poir.
24. Echium handiense Svent.
25. Echium hierrense Webb ex Bolle
26. Echium horridum Batt.
27. Echium humile Desf.
28. Echium hypertropicum Webb
29. Echium italicum L.
30. Echium judaeum Lacaita
31. Echium khuzistanicum Mozaff.
32. Echium × lemsii G.Kunkel
33. Echium leucophaeum (Webb ex Christ) Webb ex Sprague & Hutch.
34. Echium × lidii G.Kunkel
35. Echium longifolium Delile
36. Echium lusitanicum L.
37. Echium modestum Ball
38. Echium nervosum W.T.Aiton
39. Echium onosmifolium Webb & Berthel.
40. Echium orientale L.
41. Echium pabotii Mouterde
42. Echium parviflorum Moench
43. Echium petiolatum Barratte & Coincy
44. Echium pininana Webb & Berthel.
45. Echium pitardii A.Chev.
46. Echium plantagineum L.
47. Echium portosanctense J.A.Carvalho, Pontes, Bat.-Marques & R.Jardim
48. Echium rauwolfii Delile
49. Echium rosulatum Lange
50. Echium rubrum Forssk.
51. Echium sabulicola Pomel
52. Echium salmanticum Lag.
53. Echium simplex DC.
54. Echium spurium Lojac.
55. Echium stenosiphon Webb
56. Echium strictum L.f.
57. Echium suffruticosum Barratte
58. Echium sventenii Bramwell
59. Echium × taibiquense P.Wolff & Rosinski
60. Echium tenue Roth
61. Echium thyrsiflorum Masson ex Link
62. Echium triste Svent.
63. Echium trygorrhizum Pomel
64. Echium tuberculatum Hoffmanns. & Link
65. Echium velutinum Coincy
66. Echium virescens DC.
67. Echium vulcanorum A.Chev.
68. Echium vulgare L.
69. Echium webbii Coincy
70. Echium wildpretii H.Pearson ex Hook.f.

## Vanjske poveznice
|  | Zajednički poslužitelj ima još gradiva o temi Echium |
|  | Wikivrste imaju podatke o taksonu Echium             |